# Mirower Kanal

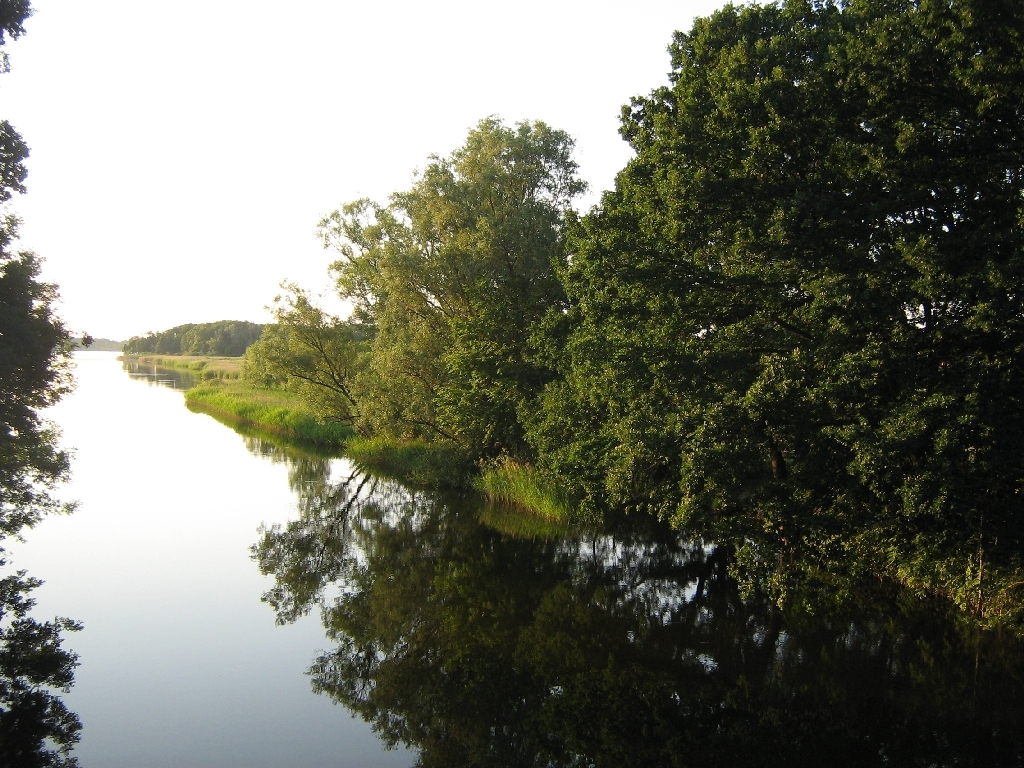
Der Mirower Kanal kurz vor seinem Ende in der Kleinen Müritz

Der Mirower Kanal (MiK) im Landkreis Mecklenburgische Seenplatte, Mecklenburg-Vorpommern ist der nordwestliche Teil der 32 Kilometer langen Bundeswasserstraße Müritz-Havel-Wasserstraße (MHW) mit der Wasserstraßenklasse I, für die das Wasserstraßen- und Schifffahrtsamt Oder-Havel zuständig ist. Der Kanal wurde 1935/36 gebaut und ersetzt den Alte Fahrt genannten, über den Bolter Kanal und die Seenkette nördlich von Mirow zur Müritz führenden alten nordwestlichen Teil der MHW.
Der Mirower Kanal ist 9,5 Kilometer lang. Er erhielt seinen Namen, weil er als neuer Teil des MHW wenig südlich von Mirow beginnt. Von dort aus führt er durch die Schleuse Mirow, den Ragunsee und den Sumpfsee und endet in der Kleinen Müritz südlich von Rechlin. Hier trifft er auf die zur Elbe bei Dömitz führende Müritz-Elde-Wasserstraße.